# 강희중
강희중(1965년 ~ )은 KBS 전 편성본부장장이다.

## 경력
- KBS 대구방송총국 국장
- KBS 편성본부 국장
- KBS 비즈니스 사장